# Seventeen TV
Seventeen TV là một chương trình trực tuyến được phát sóng định kỳ trên Ustream. Chương trình cho thấy nhóm nhạc nam K-pop Hàn Quốc Seventeen trước khi  chính thức ra mắt . Trong mùa 4 và 5, nó bao gồm các buổi hòa nhạc được gọi là "Like Seventeen".

## Các mùa

### Mùa đầu tiên
Chương trình phát sóng chính thức đầu tiên của TV Seventeen  vào tháng 1 năm 2013 (tuy nhiên, vào cuối năm 2012 họ đã thực hiện một chương trình đặc biệt vào dịp Giáng sinh). Vì đây là mùa đầu tiên, tên của các thành viên tham gia không được biết đến, vì vậy họ được gọi bằng biệt danh theo một vật mà họ mang theo.
| Thành viên | Tên nick                         |
| ---------- | -------------------------------- |
| Mingyu     | Mr. Wristband                    |
| Jun        | Mr. Blue Earmuffs                |
| Seungkwan  | Mr. Mic                          |
| Woozi      | Mr. Fluorescent Colored Sneakers |
| Wonwoo     | Mr. Beanie                       |
| Hoshi      | Mr. Dumbbell                     |
| Vernon     | Mr. Headphones                   |
| Dino       | Mr. Backpack                     |
| DK         | Mr. Hat                          |
| MingMing   | Mr. White Earmuffs               |
| Samuel     | Mr. Teeny's Dad                  |

### Mùa thứ hai
Trong mùa thứ hai, 11 thành viên của mùa trước tiếp tục, và thêm 4 người nữa: Seungcheol (S.Coups), Doyoon, Joshua và Dongjin. Mùa này, họ bắt đầu chuẩn bị cho buổi hòa nhạc Like Seventeen đầu tiên, và do đó được tách thành các đội được phân biệt bởi màu sắc của những chiếc áo họ mặc. Những người khác tham gia vào các buổi biểu diễn, dưới tiêu đề "Music Friends". Họ là những người hâm mộ được chọn để tham gia buổi hòa nhạc.
| Đội tím | Đội xanh | Đội đen | Đội đỏ | Đội vàng  |
| ------- | -------- | ------- | ------ | --------- |
| DK      | Hoshi    | S.coups | Samuel | Seungkwan |
| -       | Vernon   | Mingyu  | Doyoon | Joshua    |
| -       | MingMing | Dongjin | Wonwoo | -         |
| -       | Dino     | -       | Jun    | -         |
| -       | -        | -       | Woozi  | -         |

### Mùa thứ ba
Đầu mùa thứ ba, thêm một thành viên mới - Jeonghan đã tham gia. Và sau một thời gian, Samuel rời đi vì những lý do không được tiết lộ. Trong mùa này, họ đã tham gia vào các nhiệm vụ mà công chúng bình chọn cho thành viên yêu thích của họ thông qua trang web chính thức và người được bình chọn nhiều nhất sẽ soạn "danh sách theo dõi" cho Like Seventeen 2.
| S.coups  | Doyoon | Jeonghan | Joshua    |
| Jun      | Hoshi  | Wonwoo   | Woozi     |
| MingMing | DK     | Mingyu   | Seungkwan |
| Vernon   | Dino   | Dongjin  | Samuel    |

### Mùa thứ tư
Mùa này tiếp tục với định dạng giống như trước đây, tức là các nhiệm vụ và mong muốn cho sự hình thành của * Like Seventeen 3 *. Không có thành viên tham gia hoặc rời đi trong mùa thứ tư.
| Thành viên đã tham gia | Thành viên đã tham gia | Thành viên đã tham gia | Thành viên đã tham gia |
| ---------------------- | ---------------------- | ---------------------- | ---------------------- |
| S.coups                | Doyoon                 | Jeonghan               | Joshua                 |
| Jun                    | Hoshi                  | Wonwoo                 | Woozi                  |
| MingMing               | DK                     | Mingyu                 | Seungwan               |
| Vernon                 | Dino                   | Dongjin                |                        |

### Mùa thứ năm
Trong thời gian gián đoạn của Seventeen TV, ba thành viên đã rời đi, Dongjin, Doyoon và Mingming (không nêu lý do, nhưng có thể là một " bí mật" đã bị loại bỏ); có sự gia nhập của một thành viên mới, THE8. Không giống như các mùa khác, mùa thứ năm bắt đầu bằng một chương trình, để hiển thị sự phát triển các kỹ năng của các thành viên trong khoảng cách thời gian. Chỉ với 7 tập, hai trong số đó đã ghi lại các chương trình, Seventeen chính thức đóng TV với sự tương tác lớn hơn với người hâm mộ, vì trong một giờ trực tiếp, họ đã trò chuyện với người hâm mộ qua cuộc trò chuyện của Ustream.
Mùa này cũng bỏ phiều bầu như Like Seventeen 4, nhưng không dựa trên các nhiệm vụ, mà chỉ dựa trên tên của âm nhạc. 
| S.coups | Jeonghan | Joshua    | Jun    |
| Hoshi   | Wonwoo   | Woozi     | DK     |
| Mìngyu  | The8     | Seungkwan | Vernon |
| Dino    |          |           |        |

## Các Bài hát trong Like Seventeen
| Like Seventeen   | Like Seventeen | Like Seventeen | Like Seventeen | Like Seventeen |
| Date             | Track listing | Members |                |                |
| ---------------- | --- | --- | -------------- | -------------- |
| 11/05/2013       | 1. "Abertura da segunda temporada" – SEVENTEEN 2. "4 Minutes" (District 78 Remix) – Madonna feat. Justin Timberlake 3. "Yeah 3x" – Chris Brown 4. "Bom Bom Bom" – Roy Kim 5. "Just A Feeling" – S.E.S. 6. "See Through" – Primary feat. Gaeko & Zion.T 7. "Diva" – Beyoncé 8. "Love You Till I Die" – MC Mong 9. "I Get It In" – Omarion feat. Gucci Mane 10. "Hello" – NU'EST 11. "O" – DBSK 12. "Gangnam Style" – PSY 13. "Gentleman" – PSY | 1. DK, Seungkwan, & SEVENTEEN 2. Hoshi, Woozi, Samuel 3. Hoshi, Wonwoo, Woozi, Mingyu, Vernon, Samuel 4. Joshua, Seungkwan 5. Joshua, Seungkwan, Hyojeong (Music friend), Bomi (Music friend) 6. Woozi, DK, Shinhye (Music friend), Gahee (Music friend) 7. Jun, Wonwoo, Woozi, Samuel, Doyoon, Semin (Music friend), Jinah (Music friend) 8. S.Coups, Mingyu, Dongjin, Jikyung (Music friend) 9. Hoshi, Vernon, Dino, Mingming, Taeyeob (Music friend), Jihye (Music friend), Yujin (Music friend) 10. S.Coups, Jun, Hoshi, Woozi, DK, Mingyu, Seungkwan, Vernon, Dino, Doyoon, Mingming 11. S.Coups, Hoshi, Wonwoo, Woozi, Mingyu, Seungkwan, Vernon, Dino, Doyoon, Samuel 12. SEVENTEEN 13. SEVENTEEN                                                  |                |                |
| Like Seventeen 2 | | |                |                |
| 17/08/2013       | 1. "Somebody to Love" – BIGBANG 2. "Dangerous" – Michael Jackson 3. "You & I, Heart Fluttering" – Acoustic Collabo (ko) 4. "Love Light" – CNBLUE 5. "With You" – Chris Brown 6. "A Doll" – Leeteuk & Yesung 7. "White" – Eternal Morning (ko) 8. "Merry Go Round" – Untouchable 9. "Chase Our Love" – Chris Brown 10. "Cooking Cooking" – Super Junior-H 11. "Mannequin" – Trish 12. "Fine China" – Chris Brown 13. "Call Me Maybe" – Carly Rae Jepsen 14. "One Thing – One Direction 15. "Mobbin" – Iamsu! 16. "Titanium" – David Guetta 17. "Dang Dang Dang" – Supreme Team 18. "Saturday Night" (Originally "Friday Night") – Dynamic Duo 19. "This Is The Moment" from Jekyll &amp; Hyde – Cho Seung-woo 20. "Action" – NU'EST 21. "Later Later" – Jang Yun-jeong 22. "Happiness" – Super Junior 23. "Saturday Night" – Son Dambi 24. "Aing" – Orange Caramel 25. "Diva" – After School | 1. S.Coups, Hoshi, Woozi, Mingyu, Seungkwan, Vernon, Doyoon 2. SEVENTEEN 3. Joshua, DK 4. Hoshi, Wonwoo, Doyoon 5. Woozi 6. Woozi, Seungkwan 7. S.Coups 8. S.Coups, Seungkwan 9. S.Coups, Hoshi, Woozi, Mingyu, Doyoon 10. Hoshi, Wonwoo, Dino, Dongjin 11. Pledis Girls Trainees 12. Jun, Wonwoo, Vernon, Dino, Mingming 13. Jun, Wonwoo, Vernon, Dino, Mingming, Pledis Girls Trainees 14. Joshua, Hoshi, Woozi, DK, Seungkwan 15. Hoshi, Seungkwan, Vernon, Dino, Dongjin 16. Hoshi, Seungkwan, Vernon, Dino, Dongjin 17. S.Coups, Mingyu 18. S.Coups, Wonwoo, Mingyu, Vernon, Dino 19. SEVENTEEN 20. SEVENTEEN 21. S.Coups, Joshua, Jun, Hoshi 22. S.Coups, Jeonghan, Jun, Hoshi, Mingyu, Seungkwan, Vernon 23. SEVENTEEN 24. SEVENTEEN 25. SEVENTEEN |                |                |
| Like Seventeen 3 | | |                |                |
| 23/11/2013       | 1. "Robot Remains" – Jabbawockeez 2. "Breath" – BEAST 3. "Sunday Morning" – Maroon 5 4. "Butterfly Grave" – Take (ko) 5. "You're My Baby" – Vanilla Acoustic (ko) 6. "Winter Mountain" – (with original lyrics) [Illinit] 7. "From The Beginning Until Now" – Winter Sonata OST 8. "Last Love" – Kim Bum-soo 9. "That You're Mine" – Huh Gak feat. Swings 10. "Look At Me Now" – Yang Yo-seob 11. "Officially Missing You, Too" – Geeks feat. Soyou 12. "Airplanes" – [B.o.B. feat. Hayley Williams] 13. "My Homies Still" – Lil Wayne 14. "Headband" – [B.o.B.] 15. "Two Melodies" – Zion.T 16. "Fireworks – Dynamic Duo 17. "Warrior Descendants" – H.O.T. 18. "Entertainer" – PSY | 1. SEVENTEEN 2. S.Coups, Jun, Hoshi, Wonwoo, DK, Doyoon 3. Joshua, Woozi 4. Joshua, Woozi, DK, Seungkwan 5. Wonwoo 6. S.Coups 7. Jun, Seungkwan 8. Seungkwan 9. Jeonghan, Wonwoo, DK, Doyoon 10. Woozi (with Wonwoo, DK, Seungkwan and Vernon as dancers) 11. S.Coups, Hoshi, Yoo Ara (Hello Venus) 12. Woozi, Vernon 13. Hoshi, Wonwoo, DK, Mingyu, Dongjin 14. S.Coups, Jeonghan, Jun, Seungkwan, Vernon 15. Hoshi, Vernon 16. S.Coups, Wonwoo, Mingyu, Dino 17. SEVENTEEN 18. SEVENTEEN |                |                |
| Like Seventeen 4 | | |                |                |
| 16/08/2014       | 1. "Robot Remains" – Jabbawockeez 2. "Mirotic" – DBSK 3. "Wild Eyes" – Shinhwa 4. "Action" – NU'EST 5. "Purple Line" – DBSK 6. "Beautiful Life" – [V.O.S.] 7. A Midsummer Night's Sweetness Sunshine Remix 8. "Just For Fun" – SEVENTEEN 9. "Dang Dang Dang" – Supreme Team 10. "Attendance Check" – Dynamic Duo 11. "Later Later" – Jang Yun-jeong 12. "Crush" – Sandeul 13. "One Thing" – One Direction 14. "FLY" – Geeks 15. "Like I Love You" – Justin Timberlake 16. "Stupid Liar" – BIGBANG 17. "Sorry, Sorry" – Super Junior 18. "The Lone Duckling" – g.o.d 19. "Love You Till I Die" – MC Mong 20. "Love Letter" – Happy Pledis | 1. SEVENTEEN 2. S.coups, Jeonghan, Jun, Hoshi, Mingyu, Vernon, Wonwoo 3. Joshua, Woozi, DK, THE8, Dongjin 4. SEVENTEEN 5. SEVENTEEN 6. Jeonghan, Hoshi, DK, Seungkwan, Dongjin 7. S.Coups, Wonwoo, Vernon 8. S.Coups, Wonwoo, Woozi, Vernon 9. S.Coups, Wonwoo, Mingyu, Vernon, Dino 10. S.Coups, Wonwoo, Mingyu, Vernon, Dino 11. S.Coups, Joshua, Jun, Hoshi, THE8 12. Woozi, DK, Seungkwan 13. Hoshi, Joshua, DK, THE8, Seungkwan 14. S.Coups, Joshua, Hoshi, Wonwoo, Woozi, DK, THE8 15. Hoshi, Wonwoo, Mingyu 16. S.Coups, Woozi, DK, Seungkwan, Vernon, Dino 17. SEVENTEEN 18. SEVENTEEN 19. SEVENTEEN 20. SEVENTEEN |                |                |